# خودنین
خودنین (به چکی: Chudenín) یک منطقهٔ مسکونی در جمهوری چک است که در ناحیه کلاتووی واقع شده‌است. خودنین ۴۵٫۸۷ کیلومتر مربع مساحت و ۵۸۸ نفر جمعیت دارد و ۴۷۸ متر بالاتر از سطح دریا واقع شده‌است.